# 主动悬架

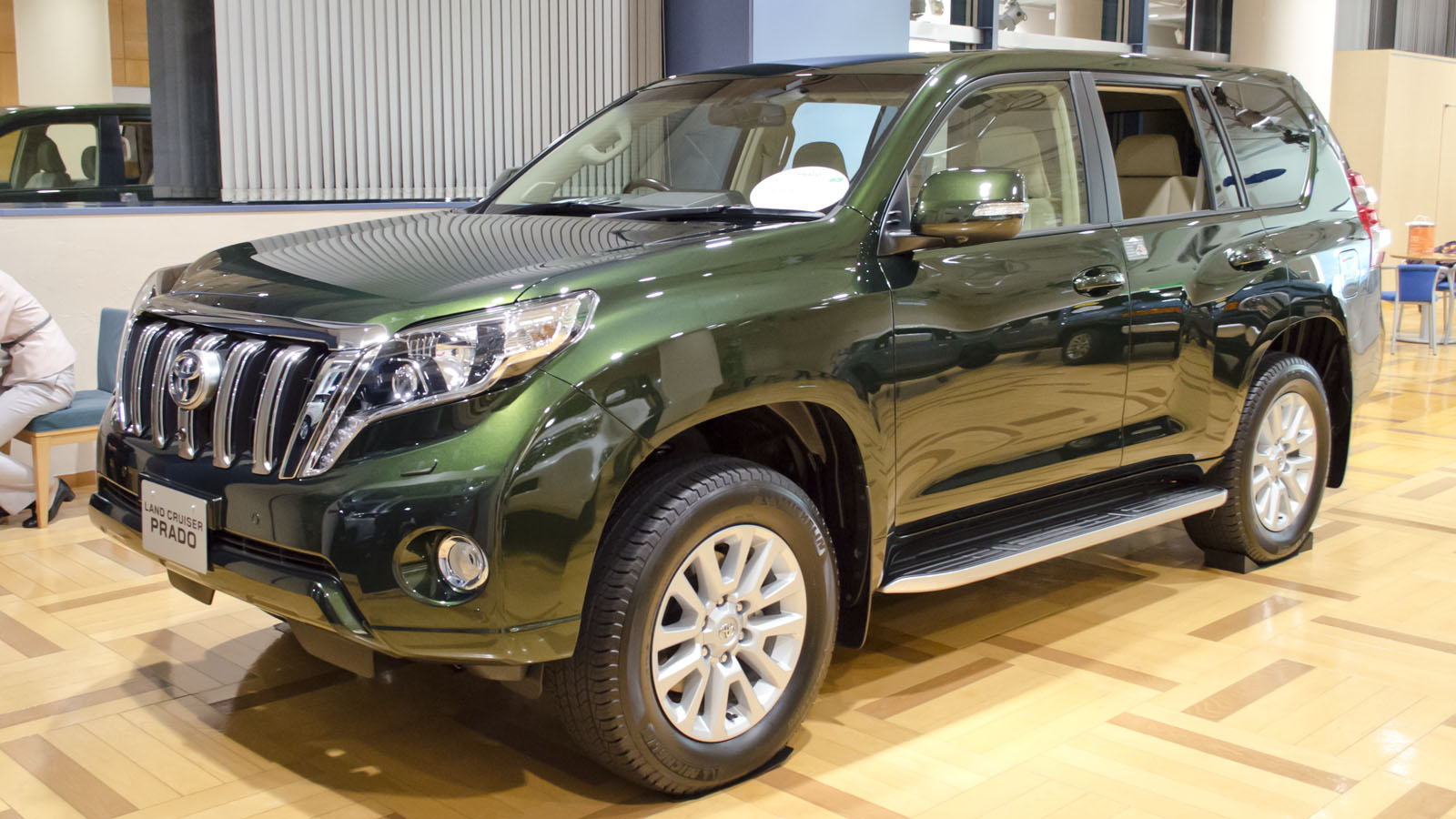
2013丰田主动悬架

主动悬架也称作主动制导悬架系统、主动式悬架，是系统具有控制车身振动和车身高度的功能，主要能增進汽车操作稳定性、乘坐舒适性等性能。但由于其造价昂贵，需要额外的控制功率等原因，主要应用在赛车和中高级轿车上。

## 研發歷史
20世纪70年代，丰田、沃尔沃等汽车公司就在汽车上作了试验，使主动悬架控制系统以优越的减振性能满足了多种车辆的性能要求。1980年代初期蓮花車隊創辦人柯林查普曼首先發展出主動式懸吊應用在蓮花F1賽車上，1989年，INFINITI的Q45首先把這種技術導入轎車，而近年来，日产和丰田公司在轿车上成功地应用了液壓主动悬架控制系统。在丰田、沃尔沃、奔驰等一些高级轿车上，悬架系统的传感器将车速、位移和加速度等信号，经过输入电路进行转换后，以数字形式送入系统的微处理器，微处理器经过计算处理后，按照设定的控制规律向执行机构（空气弹簧、油气弹簧及动力源等）适时地发出控制信号，从而调节悬架的刚度和阻尼系数，达到控制车身振动和车身高度的目的，使轿车适应各种复杂的行驶工况对悬架的不同要求，从而使车辆的行驶平顺性和驾驶性能得到了较大的提高，即使在不良路面高速行驶时，车身也非常平稳，轮胎的噪音小，转向和制动时车身保持水平，乘坐非常舒服。

## 特性
主动悬吊是可以自行产生作用力的悬挂。它需要消耗大量能量。主动悬挂通常主要包括以下几部分：各种传感器和控制单元ECU、动力源（液压泵、空气压缩机等），产生力及力矩的作动器（ 油缸、步進電動機、电磁铁等），有时候也包括普通弹簧和被动阻尼器。
它是最高级别悬挂形式，通用公司在1954年就提出了主动悬架控制系统的概念，它针对实际工况和用户设定，主要是根据检测到的环境与车体状况，通过各种反馈信息来实现悬架系统的弹簧刚度和减振器阻尼值的可调性，传感器将采集到的反映悬架振动的信号传给控制器，控制器控制主动悬架的力发生器，产生控制力控制车身的振动。是有源主动悬架。
根据悬架的阻尼和刚度是否随着行驶条件的变化而变化，可将悬挂分为以下三类：被动悬架、半主动悬架和主动悬架。